# بوي تونج فونج
بوي تونج فونج (ولد في 14 ديسمبر 1942 وتوفي في 1975) هو باحث فيتنامي وأحد رواد الرسوميات الحاسوبية.

## حياته
ولد فونغ في هانوي ، فيتنام. انتقل مع عائلته إلى سايجون في 1954، وقد انضم إلى معهد غرونوبل للتكنولوجيا. حصل على ترخيص له في العلوم من غرينوبل في عام 1966 وترخيص في الهندسة من تولوز في عام 1968.
انضم إلى جامعة ولاية يوتا في سبتمبر 1971 وهو مساعد باحث في علوم الحاسب الآلي وحصل على شهادة الدكتوراه من نفس الجامعة في عام 1973.
عرف فونغ أنه مع المرضى الميؤوس من شفائهم اللوكيميا بينما كان طالبا. في عام 1975، وبعد فترة ولايته في جامعة ولاية يوتا، انضم فونج ستانفورد كأستاذ. توفي بعد وقت وجيز من إتمام أطروحته.
كان متزوجا فونغ لنغوك بوي ثي بيش من نها ترانج، فيتنام، في عام 1969 في باريس،فرنسا. وكانت له ابنة واحدة.

## عمله على رسومات الحاسوب
طور الخوارزمية الأولى لمحاكاة براق، وعند العمل على الدكتوراه، كان مركزة جدا على اختيار موضوع أطروحته واستكماله بسرعة.
وكان فونج، روبرت ماكدرموت، وجيم كلارك روم رافاييل قاموا بإنشاء أول رسومة الحاسوب تشبه النموذج المادي لخنفساء (سيارة) كأيقونة رسومات الكمبيوتر.

## اقرأ أيضا
- تظليل فونغ